# Хедесхајм
Хедесхајм (њем. Heddesheim) општина је у њемачкој савезној држави Баден-Виртемберг. Једно је од 54 општинска средишта округа Рајн-Некар. Према процјени из 2010. у општини је живјело 11.555 становника. Посједује регионалну шифру (AGS) 8226028.

## Географски и демографски подаци
Хедесхајм се налази у савезној држави Баден-Виртемберг у округу Рајн-Некар. Општина се налази на надморској висини од 101 метра. Површина општине износи 14,7 km². У самом мјесту је, према процјени из 2010. године, живјело 11.555 становника. Просјечна густина становништва износи 786 становника/km².